# Попов, Николай Фёдорович (медик)
Никола́й Фёдорович Попо́в (1865, Сумы — 1945, Москва) — врач-оториноларинголог, доктор медицинских наук (1936), профессор (1938).

## Биография
Родился 6 декабря 1865 года[по какому календарю?]. В 1885 году окончил Сумскую гимназию. В 1885—1889 годах учился на естественном отделении физико-математическом факультете Новороссийского университета в Одессе (у профессоров В. О. Ковалевского и В. В. Зеленского); затем — на медицинском факультете Московского университета, который окончил в 1893 году.
Работал санитарным врачом, участвовал в борьбе с эпидемией холеры в Орловской губернии. С 1894 года — экстерн в клиниках Московского университета, 1895—1897 — санитарный врач в Тверском земстве. С 1897 — ассистент Клиники болезней уха, горла и носа на Девичьем поле, которую возглавлял профессор С. Ф. Штейн, с 1902 года — ординатор Голицынской больницы в Москве. Одновременно работал в Институте гистологии Московского университета (у профессора И. Ф. Огнева), с 1912 — на кафедре болезней уха, носа и горла Московских женских курсов (заведующий Л. И. Свержевский), впоследствии ставших 2-м Московским медицинским институтом.

## Научная деятельность
Попов предложил оригинальную методику препарирования лабиринта и создал сравнительно-анатомическую (эволюционную) коллекцию препаратов ушей позвоночных, начиная с рыб (миног) и заканчивая человеком. Первым провёл экспериментально-гистологические работы на органах слуха, провёл эксперименты на белых мышах с взрывом и впервые описал частичную облитерацию костной капсулы улитки от действия звуков. Вопрос влияния воздушной контузии на слуховой анализатор изучались им и позже (1932). Описал гистопатологию слухового органа при сыпном (1925) и обратном (1937) тифах, влияние действия химических веществ на ухо (1938).
Умер в Москве 28 ноября 1945 года. Похоронен на Новодевичьем кладбище (участок 1).

## Научные труды
- «К вопросу о изменениях в улитку, вызванных экспериментально звуковым раздражителем». — М., 1914;
- «Клиническая гистология уха человека. Техника микроскопическом исследования органа слуха человека. Секционная техника органа слуха» // Болезни уха, носа и горла. — М., 1936. — Т.1. — Ч.1.